# Stedsegrønne og delvist løvfældende skove i Italien
Stedsegrønne og delvist løvfældende skove i Italien er en del af økoregionen mediterrane skove, skovområder og krat og findes i det meste af Italien, bortset fra højest mod nord i Alperne, samt lidt ind i Frankrig. 
Området indeholder skove med eg samt makier og søer. Der er trusler mod især skovene i området på grund af manglende pleje samt ukontrolleret opførelse af turistfaciliteter, både i bjergområder og ved kysterne.

## Flora
Blandt de planter, man finder i disse skove, kan nævnes:
- Sten-Eg (Quercus ilex)
- Kork-Eg (Quercus suber)
- Almindelig Bøg (Fagus sylvatica)
- Ahorn (Acer pseudoplatanus)
- Almindelig Kristtorn (Ilex aquifolium)

samt en række orkidé-arter.

## Fauna
Blandt de dyrearter, man finder i disse landskaber, er:
- Brun bjørn (Ursus arctos)
- Rådyr (Capreolus capreolus)
- Kejserørn (Aquila chrysaetos)
- Hvepsevåge (Pernis apivorus)
- Europæisk odder (Lutra lutra)
- Italiensk ulv (Canis lupus italicus)

Desuden findes der ganske mange forskellige sommerfuglearter.